# Joginder Sen
Joginder Sen (Mandi, 20 agosto 1904 – Mandi, 16 giugno 1986) è stato un principe, politico e diplomatico indiano.
Fu Raja di Mandi dal 1913 al 1948.

## Biografia
Joginder Sen successe a suo padre sul trono di Mandi il 28 aprile 1913, all'età di otto anni. Il 18 febbraio 1925 gli fu conferito il grado onorifico di tenente del British Indian Army. Nel 1931 ricevette il titolo di cavaliere commendatore dell'Ordine della Stella d'India, poi venne promosso capitano onorario il 26 settembre 1931 e  maggiore onorario il 24 dicembre 1938. Divenne infine tenente colonnello onorario il 15 ottobre 1946, e ricevette il medesimo grado onorario anche da parte dell'esercito indiano dopo l'indipendenza il 18 gennaio 1951.
Dopo la fine della monarchia, prestò servizio come ambasciatore indiano in Brasile e poi rappresentò la costituente di Mandi come deputato al Lok Sabha (parlamento indiano) dal 1957 al 1962.

## Onorificenze

### Posizioni militari onorarie
| Forza militare      | Unità    | Posizione          | Anno |
| ------------------- | -------- | ------------------ | ---- |
| British Indian Army | Esercito | Tenente colonnello | 1946 |
| Esercito dell'India | Esercito | Tenente colonnello | 1951 |